# RZTV
『RZTV』（アールズィーティーヴィー）は、2006年4月から2007年3月まで、BS日テレで毎週金曜に放送されていた音楽情報番組。

## 概要
エイベックスの音楽レーベルrhythm zoneプロデュースによる音楽情報番組。rhythm zone所属アーティストの最新映像や、活動に密着した映像などで構成されていた。
BS日テレの放送では紹介し切れない映像コンテンツや特典情報を、エイベックスネットワークのサイト『ミュゥモ』にて隔週で配信していた。また、放送終了後に『RZTV』オフィシャルサイトにて番組を配信していた。
2006年7月から『Yahoo!動画』にて配信を開始した。

## 放送リスト
#01
- 「STARZ AUDITION」西日本編（名古屋、福岡、大阪）
- 密着! 倖田來未 in Osaka
- エイジアエンジニアの陽気なフロー

#02
- 「STARZ AUDITION」続報!
- 密着! 倖田來未 at Zepp Osaka
- 東方神起の魅力･･･とは!?

#03
- 「STARZ AUDITION」続報!
- 密着! NEVER LAND "B-boys are back in town"
- COLDFEET

#04
- 天上智喜ON&OFF
- 「STARZ AUDITION」続報!

#05
- Heartsdales Style in Tokyo
- club cruising

#06
- RAM RIDER
- club cruising

#07
- m-floの新作PVを独占取材
- club cruising

#08
- 東方神起 in Saipan
- Heartsdalesの新コーナー登場!

#09
- 倖田來未PV特集
- SOFFet初登場!
- 新シリーズ「EXILE VOCAL BATTLE audition」

#10
- mink LIVE
- visual of 舞
- 「EXILE VOCAL BATTLE audition」
- club cruising

#11
- ARIA
- 東方神起 Real report "ON & OFF"
- 「EXILE VOCAL BATTLE audition」

#12
- MICRON' STUFF
- 東方神起Real report「ON & OFF」＜第4回＞
- 「EXILE VOCAL BATTLE audition」

#13
- GOD SISTA = LISA
- 東方神起Real Report「on & off」

#14
- 「EXILE VOCAL BATTLE audition」
- 東方神起Real report「ON & OFF」＜第5回＞

#15
- RYO the SKYWALKER
- 東方神起Real report「ON & OFF」＜第6回＞

#16
- Ryohei
- 東方神起Real report「ON & OFF」＜第7回＞

#17
- EXILE & 倖田來未
- エイジアエンジニア

#18
- EXILE：新曲「Everything」のプロモーションビデオ撮影現場に潜入!
- エイジアエンジニア：LIVE映像
- rhythm zoneとSTUDIO 4℃がコラボした映像作品「Amazing Nuts!」紹介
- "Rhythm Nation" 情報
- RYO the SKYWALKER：LIVE映像
- club cruising：六本木エリア特集

#19
- 「Amazing Nuts!」紹介
- UNCHAIN：LIVE映像
- 倖田來未ニューアルバム「Black Cherry」紹介
- 東方神起「"O" - 正・反・合」PVメイキング
- SOFFet：LIVE映像
- club cruising：渋谷エリア特集

#20
- 倖田來未大阪密着
- 東方神起連続コーナー
- STARZ AUDITION総集編
- EXILE VOCAL BTTLE AUDITION総集編

#21
- 東方神起「"O" - 正・反・合」&バックステージ
- エイジアエンジニア「一人のメリークリスマス」&バックステージ
- ARIA「FALLIN'」
- RAM RIDER「ミラーボール」
- COLOR「涙が落ちないように」&バックステージ
- ネスミス「追伸」
- 和田昌哉「君のそばに」
- NEVER LAND「虹列車」&バックステージ
- EXILE「Everything」「Lovers Again」&バックステージ

#22
- 天上智喜「Boomerang」&バックステージ
- SOFFet「Life」&バックステージ
- LISA「I, Rhythm」&バックステージ
- LISA + VERBAL「come again」
- FONK「おはようSUNDAY」
- MICRON' STUFF「Here We Go!!」
- The Phanky OKstra「Ranning」
- Ryohei「ReListen feat. LISA」
- 倖田來未「Cherry Girl」「運命」&バックステージ
- EXILE&倖田來未「WON'T BE LONG」&バックステージ

#23
- mink「Innocent Blue 〜地果て海尽きるまで〜」「Bring it on 〜新しい世界へ〜」「Hold on to a dream」&ツアーファイナル密着
- 東方神起「Step by Step」
- 高杉さと美「そして僕は途方に暮れる」
- Natural Radio Station「ありがとう」
- STARZ連続コーナー：twenty4-7に密着

#24
- EXILE「Lovers Again」PV & PVメイキング
- Remark Spirits「Freeway」
- FONK「おはようSUNDAY」
- STARZ「twenty4-7」

#25
- 清木場俊介「天国は待ってくれる」&インタビュー
- Ryohei「ReListen feat. LISA」
- 小山絵里奈「音里」
- 光上せあら「LIKE a GAME」
- STARZ「Grow」「Natural Radio Station」

#26
- EXILE「道」PV&PVメイキング
- UNCHAIN「make it glow」
- 宮脇詩音「Shining star」
- STARZ「Grow」「Natural Radio Station」

#27
- 東方神起「Choosey Lover」PV&PVメイキング
- EXILE「道」
- mink「Innocent Blue 〜地果て海尽きるまで〜」
- ZAN「絆」
- STARZ「Grow」「Natural Radio Station」

#28
- EXILE「EVOLUTION」PV&PVメイキング
- mink「Innocent Blue 〜地果て海尽きるまで〜」&平山祐介インタビュー
- エイジアエンジニア「ウレイヨ」
- FONK「おはようSUNDAY」
- STARZ「twenty4-7」「Natural Radio Station」

#29
- 倖田來未「BUT」PV&PVメイキング
- 倖田來未「愛証」PV&PVメイキング
- 東方神起「Choosey Lover」
- RAM RIDER「ミラーボール」
- 小山絵里奈「音里」
- mink「Innocent Blue 〜地果て海尽きるまで〜」& Araコメント
- Dreamers 〜EXILE VOCAL BATTLE AUDITION FINALIST〜「ソングソルジャー〜明日の戦士〜」
- STARZ「Grow」「Natural Radio Station」

#30
- MICRON' STUFF「STOROBO」
- EXILE「EXILE EVOLUTION」レコーディング密着
- 清木場俊介「天国は待ってくれる」
- STARZ「Grow」「Natural Radio Station」

#31
- m-flo「COSMICOLOR」インタビュー
- Rickie-G「A song of freedom」
- MICRON' STUFF「STROBO」
- BRIGHT密着
- STARZ「Grow」「Natural Radio Station」

#32
- EXILE「卒業式ライブ密着」
- エイジアエンジニア「君は君のままで」
- 東方神起「HISTORY IN JAPAN VOL.2」コメント
- STARZ「twenty4-7」「Natural Radio Station」

## 関連商品
rhythm zoneのイベント「Rhythm Nation 2006」を収録したDVD『Rhythm Nation 2006 -The biggest indoor music festival-』のDISC-2に『RZTV』の総集編が収録された。